# Nazmiye Oral

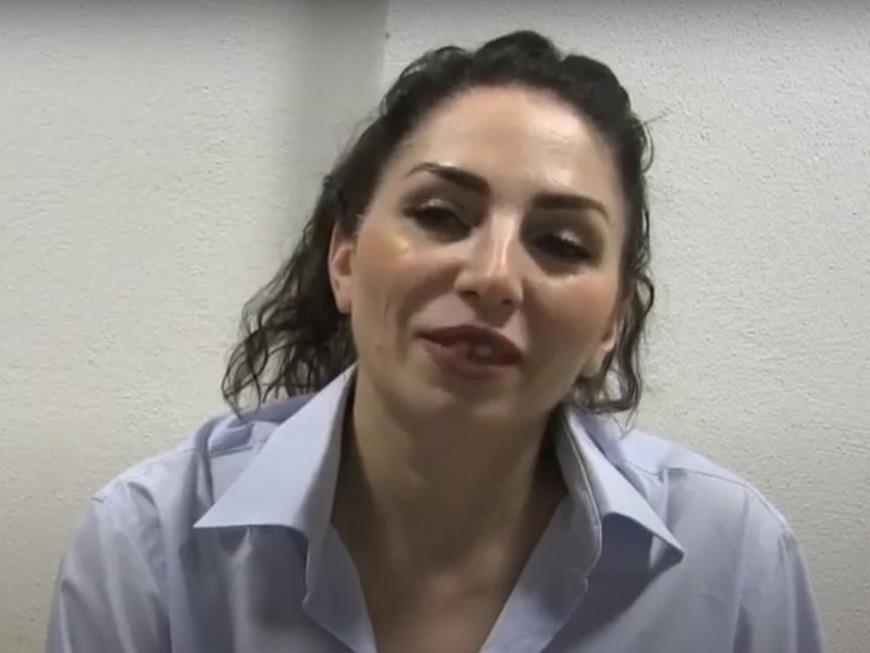
Nazmiye Oral, 2019

Nazmiye Oral (* 28. Mai 1969 in Hengelo) ist eine türkisch-niederländische Schriftstellerin, Journalistin und Schauspielerin.

## Karriere
Oral arbeitete eine Zeitlang für die Fernsehsendung De dialoog des Nederlandse Moslim Omroep. In dieser Eigenschaft interviewte sie 2002 den Politiker Pim Fortuyn, insbesondere zu seinen kontroversen Ansichten über den Islam und die damit verbundene Einwanderung sowie Integrations- und Emanzipationsfragen. Das Interview, das sich zu einer hitzigen Debatte entwickelte, wurde am 5. Mai 2002 ausgestrahlt, einen Tag vor seiner Ermordung durch einen Täter aus dem linken Milieu. Im  Herbst 2002 interviewte sie auch den islamkritischen Regisseur Theo van Gogh.
Sie wirkte in dem Theaterstück Gesluierde Monologen (Verschleierte Monologe) von Adelheid Roosen mit, bei dem es um islamische Frauen geht. Oral selbst hat den islamischen Glauben aufgegeben.
Oral ist Mitbegründer der Theaterinitiative 'Zinaplatform', die durch verschiedene Viertel in den Niederlanden reist, lokale Themen verarbeitet und auf der Straße oder in Häusern auftritt. Von 2003 bis 2012 schrieb sie auch Kolumnen für die Zeitung De Volkskrant.
2011 erschien ihr Debütroman Zehra; hierfür wurde sie für den E. du Perronprijs (nach Edgar du Perron) nominiert, eine Initiative aus Tilburg.
2015 stand sie anlässlich des Holland Festivals in dem Stück Niet meer zonder jou (Nicht mehr ohne dich) zusammen mit ihrer Mutter Havva auf der Bühne. Sie spielt die Tochter mit eigener Lebensplanung und beschwor so einen Generationenkonflikt herauf. Die Vorstellung tourte durch die ganzen Niederlande und wurde 2017 auch in New York anlässlich des Crossing the Line Festivals aufgeführt.
2016 gewann sie das Goldene Kalb in der Kategorie „beste actrice televisiedrama“ („beste Schauspielerin in einem  Fernsehspiel“) für ihre Rolle in dem  Film In Vrijheid, worin sie die Mutter einer syrischen Kriegsheimkehrerin spielt.
Am 2. August 2020 war sie zu Gast in der sommerlichen Fernsehreihe Zomergasten. Darin sprach sie sich dafür aus, sich mit den gesellschaftlichen und politischen Gegnern auseinanderzusetzen.

## Privatleben
Nazmiye Oral war mit dem Krimiautor und Drehbuchschreiber Henk Apotheker (* 1956) verheiratet. Aus dieser Ehe stammen zwei Töchter. Sie wohnt in Arnhem.

## Filmografie
| Jahr | Titel                    | Rolle     | Anmerkungen |
| ---- | ------------------------ | --------- | ----------- |
| 1999 | Propaganda               | Azamet    |             |
| 2002 | Oesters van Nam Kee      | Arzu      |             |
| 2004 | Het zuiden               | Leyla     |             |
| 2006 | Don                      | Juffrouw  |             |
| 2012 | Snackbar                 | Pinar     |             |
| 2017 | Huisvrouwen bestaan niet | Ceo Shine |             |
| 2025 | Criminal Squad 2         | Chava     |             |

| Jahr      | Titel                        | Rolle                                           | Anmerkungen                             |
| --------- | ---------------------------- | ----------------------------------------------- | --------------------------------------- |
| 1993      | Niemand de deur uit!         | Rezeptionistin                                  | Folge „Luilekkerland“                   |
| 1994      | De Sylvia Millecam Show      | Zuster [Schwester] van Uden                     | Folge „Met de billen bloot“             |
| 1995–2003 | Goede tijden, slechte tijden | Emma Rombout / Kindergärtnerin / Hotelgast      | 9 Folgen                                |
| 1996      | Oppassen!!!                  | Mariska                                         | Folge „Keihard de allersnelste II“      |
| 1996–2004 | Baantjer                     | Rosanne Steinbach / Gunay Gürsel / Selma Gürsel | 2 Folgen                                |
| 1997–1998 | Duidelijke taal!             |                                                 | 2 Folgen                                |
| 1998      | Combat                       | Gounay Marmaris                                 | 13 Folgen                               |
| 2000      | Ben zo terug                 | Dolly                                           | Folge „Vrijheid, blijheid“              |
| 2000      | Westenwind                   | Astrid Timmermans                               | Folge „Harteloos“                       |
| 2002      | Kwade reuk                   |                                                 | Fernsehfilm                             |
| 2004      | Ernstige delicten            | Copycat Christiane                              | Folge „Déjà Vu“                         |
| 2004      | Zes minuten                  | Fatima                                          | Folge 5, Staffel 1                      |
| 2006      | Dalziel and Pascoe           | Fatima                                          | Folge „Wrong Place, Wrong Time: Teil 2“ |
| 2008      | Deadline                     | Hana Shadid                                     | Folge „Kamelenpokken“                   |
| 2008      | Keyzer & De Boer Advocaten   | Malika Akbay                                    | Folge „Dood zaad“                       |
| 2011      | A'dam - E.V.A.               | Özlem                                           | Folge „Paradise Lost“                   |
| 2015      | Undercover (2015)            | Zeynep                                          | Fernsehfilm                             |
| 2015      | Volgens Jacqueline           | Lena                                            | 4 Folgen                                |
| 2016      | In Vrijheid                  | Neziha                                          | Fernsehfilm                             |
| 2016      | Icarus                       |                                                 | Folge „De zorgondernemer“               |
| 2017      | Moordvrouw                   | Hella Concreto                                  | Folge „Dromenvanger“                    |
| 2017–2018 | Flikken Maastricht           | Trudie van Selst                                | 2 Folgen                                |
| 2018      | Gewoon vrienden              | Maryam                                          | Fernsehfilm                             |
| 2018      | Zuidas                       | Anwältin Aerts                                  | Folge „De Rogue Trader“                 |
| 2019      | Meisje van plezier           | Kriminalbeamtin                                 | Folge 10, Staffel 2                     |
| 2020      | Hoogvliegers                 | Mutter Leyla / Mutter Demir                     | 2 Folgen                                |
| 2020      | Koppensnellers               | Zeynep Yildirim                                 | 8 Folgen                                |
| 2020–2021 | Nieuw Zeer                   | Diverse Rollen                                  | 11 Folgen                               |
| 2021      | Onze straat                  | Leona                                           | Folge „Echo“                            |
| 2021      | Follow de SOA                | Therapeut Iris                                  | Folge „Echt anders“                     |
| 2021      | Swanenburg                   | Pinar Demir                                     | 7 Folgen                                |
| 2021      | De Zitting                   | Ältester Richter                                | Fernsehfilm                             |
| 2021      | Bonnie & Clyde               | Aynur Kaplan                                    | 4 Folgen                                |
| 2021–2022 | Undercover                   | Leyla Bulut                                     | 8 Folgen                                |
| 2022      | AAP                          | Kapster                                         | 2 Folgen                                |
| 2022      | Ten minste houdbaar tot      | Celine                                          | 8 Folgen                                |

Als Erzählerin begleitete sie 2020 die NPO Radio 1 Hörspielserie Wraak (Rache) über die Erlebnisse einer ambitionierten Amsterdamer Polizeibeamtin im Rennen um das Amt des Polizeipräsidenten.